# チェビー・チェイス
チェビー・チェイス （Chevy Chase, 本名：Cornelius Crane Chase、1943年10月8日 - ）はアメリカ合衆国ニューヨーク出身のコメディアン、俳優、脚本家。エミー賞脚本賞を受賞している。1975年から『サタデー・ナイト・ライブ』に出演。

## 経歴
1943年にニューヨーク・ロウアーマンハッタンに生まれる。父親は雑誌記者であり編集者で、母親はピアニストだった。高校卒業後はマサチューセッツ州やニューヨーク州の大学を経て、1967年に卒業。
絶対音感の持ち主であり、学生時代はいくつかのバンドでドラムスやキーボードを担当。そのうちのひとつ、レザー・キャナリーを率いていたのはのちにスティーリー・ダンを結成するドナルド・フェイゲンとウォルター・ベッカーであった。また、別のバンド、カメレオン・チャーチでは、MGMレコードにアルバムレコーディングの経験がある。(ただしレコード会社側が同盤をソフト・ロック寄りのサウンドにするべく、チェビーのドラムスのキックをミュートするなどの手を加えたため、最終ミックスを聴いた彼は激怒した)
その後コメディアンとして活動を始め、ラジオに『ナショナル・ランプーン・ラジオ・アワー』というレギュラーも持ち始める。それがきっかけでオフ・ブロードウェイなどへも出演し始め、人気コメディ番組の『サタデー・ナイト・ライブ』のレギュラー出演においてその知名度が一気に上がった。人気はそのままうなぎのぼりに上がり、映画やテレビドラマなどへも出演。人気コメディ俳優としての地位を確立した。

### 私生活
これまで3度の結婚歴があり、1982年に現在の妻ジェイニー・チェイスと結婚。現在は娘が3人いる。

## 主な出演作品
| 公開年    | 邦題 原題                                                                                             | 役名                                 | 備考               |
| --------- | --- | ------------------------------------ | ------------------ |
| 1974      | アイダホ・ポテト・ライブ The Groove Tube                                                              | The Fingers/Geritan/Four Leaf Clover |                    |
| 1976      | ドムドム・ビジョン TunnelVision                                                                       | 本人                                 |                    |
| 1978      | ファール・プレイ Foul Play                                                                            | トニー・カールソン                   |                    |
| 1980      | ボールズ・ボールズ Caddyshack                                                                         | タイ・ウェッブ                       |                    |
| 1980      | 昔みたい Seems Like Old Times                                                                         | ニコラス・ガーデニア                 |                    |
| 1980      | 名探偵ベンジー Oh! Heavenly Dog                                                                       | ベンジャミン・ブラウニング           |                    |
| 1981      | スーパー念力マン Modern Problems                                                                      | マックス・フィードラー               |                    |
| 1983      | ホリデーロード4000キロ National Lampoon's Vacation                                                    | クラーク・グリスウォルド             |                    |
| 1983      | 世紀の取り引き Deal of the Century                                                                    | エディ・ムンツ                       |                    |
| 1985      | フレッチ/殺人方程式 Fletch                                                                            | アーウィン“フレッチ”・フレッチャー   |                    |
| 1985      | ナショナル・ランプーンズ・ヨーロピアン・ヴァケーション European Vacation                              | クラーク・グリスウォルド             |                    |
| 1985      | セサミストリート ザ・ムービー: おうちに帰ろう、ビッグバード! Sesame Street Presents: Follow That Bird | ニュースキャスター                   | カメオ出演         |
| 1985      | スパイ・ライク・アス Spies Like Us                                                                    | エメット・フィッツ＝ヒューム         |                    |
| 1986      | サボテン・ブラザース ¡Three Amigos!                                                                   | ダスティ・ボトムズ                   |                    |
| 1988      | ファニー・ファーム/勝手にユートピア Funny Farm                                                        | アンディ・ファーマー                 |                    |
| 1988      | ボールズ・ボールズ2/成金ゴルフマッチ Caddyshack II                                                    | タイ・ウェッブ                       |                    |
| 1989      | フレッチ登場!/5つの顔を持つ男 Fletch Lives                                                            | アーウィン“フレッチ”・フレッチャー   |                    |
| 1989      | ナショナル・ランプーン/クリスマス・バケーション Christmas Vacation                                    | クラーク・グリスウォルド             |                    |
| 1991      | 絶叫屋敷へいらっしゃい Nothing But Trouble                                                            | クリス・ソーン                       |                    |
| 1992      | 透明人間 Memoirs of an Invisible Man                                                                  | ニック・ハロウェイ                   |                    |
| 1992      | 靴をなくした天使 Hero                                                                                 | ディーク                             | クレジットなし     |
| 1993      | ラスト・アクション・ヒーロー Last Action Hero                                                         | 本人                                 | カメオ出演         |
| 1994      | コップス&ロバーソン Cops & Robbersons                                                                 | ノーマン・ロバーソン                 |                    |
| 1995      | ママのフィアンセ/結婚に異議あり! Man of the House                                                     | ジャック・スタージェス               |                    |
| 1997      | ベガス・バケーション Vegas Vacation                                                                   | クラーク・グリスウォルド             |                    |
| 1998      | ダーティ・ワーク Dirty Work                                                                           | ファーシング                         |                    |
| 2000      | スノーデイ 学校お休み大作戦 Snow Day                                                                  | トム・ブランドストン                 |                    |
| 2002      | オレンジカウンティ Orange County                                                                      | ハーバート校長                       |                    |
| 2002      | STOMOPの愛しの掃除機 Vacuums                                                                          | パンチ                               |                    |
| 2005      | ナオミ・ワッツ プレイズ エリー・パーカー Ellie Parker                                                 | デニス・スワーツバウム               |                    |
| 2006      | キャプテン・ズーム Zoom                                                                               | グラント博士                         |                    |
| 2009      | 草食男子の落とし方 Stay Cool                                                                          | マーシャル校長                       |                    |
| 2009-2014 | コミ・カレ!! Community                                                                                | ピアース・ホーソーン                 | テレビドラマ、主演 |
| 2010      | クロエ・グレース・モレッツ ジャックと天空の巨人 Jack and the Beanstalk                                | General Antipode                     |                    |
| 2010      | オフロでGO!!!!! タイムマシンはジェット式 Hot Tub Time Machine                                         | 修理人                               |                    |
| 2011      | クレイジーミッション Not Another Not Another Movie                                                    | マックス・ストーム                   |                    |
| 2014      | ラブシック Lovesick                                                                                   | レスター                             |                    |
| 2015      | オフロでGO!!!!! タイムマシンはジェット式2 Hot Tub Time Machine 2                                      | 修理人                               |                    |
| 2015      | お!バカんす家族 Vacation                                                                              | クラーク・グリスウォルド             |                    |
| 2017      | ラスト・ムービースター The Last Movie Star                                                            | ソニー                               |                    |
| 2019      | ラストツアー The Last Laugh                                                                           | アル・ハート                         |                    |

## その他
ポール・サイモンが1986年に発表した『グレイスランド』に収録されている
「You Can Call Me Al」のミュージックビデオに出演し、ポール・サイモン本人と共演している。